# هارولد فروست
هارولد فروست (بالإنجليزية: Harold Frost)‏ هو جراح أمريكي، ولد في 1921، وتوفي في 19 يونيو 2004.